# Der Junge mit dem Fahrrad
Der Junge mit dem Fahrrad ist ein Filmdrama von Jean-Pierre und Luc Dardenne aus dem Jahr 2011, das in belgisch-französisch-italienischer Co-Produktion entstand.

## Handlung
Der zwölfjährige Cyril Catoul wurde von seinem Vater Guy für einen Monat in ein Kinderheim gegeben. Nach der abgelaufenen Zeit versucht der Junge, seinen Vater telefonisch zu erreichen, doch ist die Nummer plötzlich nicht mehr vergeben. Vergeblich versuchen ihm die Erzieher im Heim klarzumachen, dass sein Vater umgezogen ist. Sie wissen nicht, wo er sich aufhält, und Cyril glaubt ihnen nicht.
In der Schule entwischt er und sucht den Wohnblock auf, in dem er mit seinem Vater lebte. Auf sein Klingeln öffnet niemand, auf sein Klopfen an der Wohnungstür erscheint nur ein Nachbar und verjagt ihn. Auch die Erzieher des Heims treffen ein, vermuten sie Cyril doch an der alten Wohnanschrift des Vaters. Auf seiner Flucht vor den Erziehern rennt Cyril in eine Arztpraxis und klammert sich dort an eine Patientin – die junge Friseurin Samantha. Gemeinsam mit den Erziehern darf Cyril kurz darauf seine ehemalige Wohnung betreten, die leer ist. Erst jetzt glaubt er, dass sein Vater nicht mehr da ist. Neben dem Verlust des Vaters schmerzt ihn besonders, dass auch sein Fahrrad verschwunden ist.
Einige Zeit später sucht Samantha Cyril im Heim auf. Sie bringt ihm sein Fahrrad, das sie einem anderen Jungen der Gegend abgekauft hat. Cyril vermutet, dass der Junge sein Fahrrad gestohlen hatte. Er fragt Samantha, ob er sie besuchen darf, und Samantha nimmt Cyril mit Erlaubnis der Heimleitung am Wochenende zu sich. Er mag sie, hat jedoch auch seine trotzigen und rebellischen Phasen, denen Samantha nur schwer begegnen kann. Besonders die Nähe zu ihrem Freund Gilles kann Cyril nur schwer ertragen.
In der nächsten Zeit fährt Cyril auf seinem Fahrrad die Gegend ab und erkundigt sich nach seinem Vater. So erfährt er, dass Guy nicht nur sein Fahrrad, sondern auch sein Motorrad verkauft hat. Eines Tages holt ihn Samantha aus dem Heim ab und beide fahren zu seinem Vater Guy. Samantha hat die Anschrift über die Polizei ausfindig gemacht. Sie treffen ihn in einer Bar, in der er für die Küche zuständig ist. Er verspricht Cyril zwar, ihn anzurufen, macht Samantha im gemeinsamen Gespräch jedoch klar, dass er nicht für seinen Sohn sorgen kann. Er hat Mühe, sein eigenes Leben in den Griff zu bekommen, und würde es mit seinem Sohn nicht schaffen. Samantha bringt ihn dazu, Cyril zu sagen, dass er ihn nicht wiedersehen und auch nie anrufen wird. Auf der Heimfahrt bricht Cyril in Tränen aus und Samantha tröstet ihn.
Cyril zieht nun bei Samantha ein. Eines Tages will er mit anderen Kindern Fußball spielen, als ihm sein Fahrrad gestohlen wird. Er rennt dem Jungen hinterher und kann ihn stellen. Es kommt zum Zweikampf, den wiederum andere Jungen um den Jugendlichen Wes beobachten. Als Cyril gewinnt, erhält er sein Fahrrad zurück. Wes begleitet ihn auf dem Heimweg, lädt ihn zu sich ein, wo beide Playstation spielen, gibt ihm Essen und Trinken aus und bringt ihn zu einer Fahrradwerkstatt, wo ein Reifen von Cyrils Rad repariert wird. Wes bezahlt auch die Reparatur und bietet Cyril an, dass beide ein gemeinsames Ding drehen könnten. Er solle nur den Gerüchten, die über ihn im Umlauf sind, keinen Glauben schenken.
Da Samantha mehrfach versucht, Cyril telefonisch zu erreichen, lässt Wes ihn das Handy ausschalten. Samantha und Gilles greifen Cyril schließlich nachts auf der Straße auf. Beide haben seit Stunden nach ihm gesucht und Samantha ist entsetzt, Cyril zusammen mit dem kriminellen Wes zu sehen. Cyril reagiert abweisend. Samantha wirft ihm vor, dass er nicht ans Telefon gegangen sei, worauf er sagt, er habe das Klingeln nicht gehört. Gilles bezeichnet ihn als Lügner und Cyril gibt diese Behauptung zurück. Als er sich weigert, sich bei Gilles zu entschuldigen, stellt Gilles Samantha vor die Wahl, zukünftig mit ihm oder Cyril zu leben. Samantha entscheidet sich für Cyril und Gilles geht.
Obwohl Cyril Samantha verspricht, Wes aus dem Weg zu gehen, treffen sich beide weiterhin. Wes gewinnt Cyril für einen geplanten Überfall auf den Zeitschriftenhändler Surlet. Cyril soll den Mann nach Ladenschluss niederschlagen und ihm das Geld abnehmen. Cyril stimmt zu, will er doch Wes eine Freude machen. Vom erbeuteten Geld will er nichts haben. Am geplanten Abend lässt Samantha Cyril intuitiv nicht gehen. Cyril reagiert wütend, verweigert einen Kinobesuch mit dem Nachbarsjungen Mourad und versucht, aus dem Fenster zu springen. Als Samantha ihn daran hindert, sticht er auf sie ein und verletzt sie am Arm. Anschließend flieht er auf seinem Fahrrad. Unter Schock informiert Samantha die Erzieher des Heims. Cyril schlägt wenig später wie mit Wes geübt den Zeitschriftenhändler nieder und nimmt das Geld an sich. Zu seiner Überraschung hat Surlet jedoch gemeinsam mit seinem Sohn Martin den Laden abgeschlossen. Cyril kann zwar auch Martin niederschlagen, wird dabei jedoch erkannt. Als Wes, der im nahen Auto wartet, erkennt, dass sein Plan schiefgelaufen ist, nimmt er das erbeutete Geld nicht an und setzt Cyril auf offener Straße aus. Cyril fährt zu seinem Vater, um ihm das Geld zu geben, doch der schickt seinen Sohn fort. Schließlich fährt Cyril zu Samantha zurück. Sie meint, dass die Polizei ihn bereits suche. Er entschuldigt sich bei ihr und bittet sie, bei ihr wohnen zu dürfen. Sie willigt ein.
Der Überfall führt zu einem Mediationsverfahren, an dem sich der Ladenbesitzer Surlet beteiligt. Für die entstandenen Krankenhaus- und Ausfallkosten wird Samantha aufkommen. Cyril entschuldigt sich offiziell bei Surlet, der die Entschuldigung annimmt. Einige Zeit später unternehmen Samantha und Cyril eine Radtour und entscheiden sich, am Abend mit Mourad und seiner Familie zu grillen. Cyril kauft an einer Tankstelle Grillkohle, als er auf Surlet und Martin trifft. Martin beginnt hasserfüllt, Cyril zu verfolgen, und Surlet kann ihn nicht aufhalten. Cyril flüchtet sich in den Wald und klettert auf einen Baum. Martin wirft Steine nach ihm und trifft ihn. Cyril stürzt einige Meter tief und bleibt reglos liegen. Martin ist erschüttert und holt seinen Vater. Als beide den Krankenwagen rufen wollen, kommt Cyril zu sich. Er hat eine Gehirnerschütterung, will jedoch nicht, dass Surlet einen Krankenwagen holt. Er geht zu seinem Fahrrad zurück, schultert die Holzkohle und fährt davon.

## Produktion

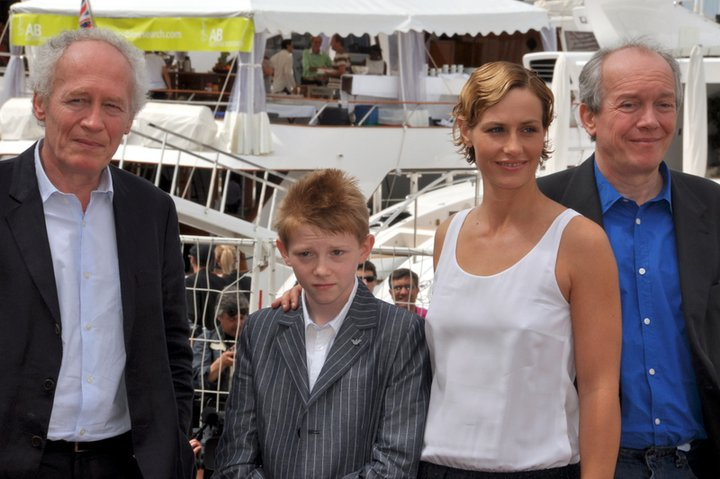
Die Brüder Dardenne mit den Hauptdarstellern Cécile de France und Thomas Doret 2011 in Cannes

Der Junge mit dem Fahrrad wurde in Oupeye und Seraing in der Provinz Lüttich gedreht. Der Film erlebte am 15. Mai 2011 auf den Internationalen Filmfestspielen von Cannes seine Premiere und kam drei Tage später in die französischen, belgischen und italienischen Kinos. Am 25. Juni 2011 war der Film auf dem Filmfest München erstmals in Deutschland zu sehen und kam am 12. Januar 2012 in die Schweizer und am 9. Februar 2012 in die deutschen Kinos. Am 31. August 2012 erschien der Film auf DVD.

## Kritik
Für den Filmdienst war Der Junge mit dem Fahrrad ein „leises, genau beobachtetes und bis in die Einzelheiten hinein kunstvoll verdichtetes Sozialdrama, das gleichwohl bodenständig von der Erfahrung einer unbedingten Liebe handelt und mit der Aussicht auf Glück belohnt.“
Der Film „ist […] beseelt von dem Wunsch, dass sich trotz widriger Umstände am Ende alles zum Guten wendet. Diese Hoffnung hat auch für den Zuschauer etwas ungemein Tröstliches. – Märchenhaftes Sozialdrama, das uns den Glauben an das Gute zurückgibt“, urteilte Cinema. Der Spiegel nannte den Film „eine spannende, in klaren Bildern erzählte Geschichte, die ins Gemüt trifft und nicht zu viele Fragen stellen will.“ Unter anderem bleibe offen, warum Samantha den Jungen bedingungslos liebe und was mit Cyrils Mutter geschehen sei.

## Auszeichnungen
Auf den Internationalen Filmfestspielen von Cannes gewann Der Junge mit dem Fahrrad 2011 den Großen Preis der Jury und lief im Wettbewerb um die Goldene Palme. Beim Europäischen Filmpreis 2011 war er in den Kategorien Bester Film, Beste Regie und Beste Darstellerin für einen Preis nominiert und erhielt den Europäischen Filmpreis in der Kategorie Bestes Drehbuch. Ebenfalls 2011 wurde er bei den Satellite Awards in der Kategorie Bester fremdsprachiger Film nominiert.
Im Jahr 2012 erhielt der Film eine César-Nominierung in der Kategorie Bester ausländischer Film und wurde für einen Golden Globe als Bester fremdsprachiger Film (für Belgien) nominiert.